# Mispila apicalis
Mispila apicalis är en skalbaggsart som beskrevs av Heller 1923. Mispila apicalis ingår i släktet Mispila och familjen långhorningar. Inga underarter finns listade i Catalogue of Life.